# Chiesa di Santa Maria di Piedigrotta al Lavinaio
La chiesa di Santa Maria di Piedigrotta (al Lavinaio) è una chiesa sconsacrata di interesse storico ed artistico di Napoli.
Fondata nel XVI secolo, è situata in via Lavinaio 50, nel rione Lavinaio (quartiere Pendino), all'interno del centro storico di Napoli.

## Storia e descrizione
Nel 1609 fu edificata una chiesa della Corporazione degli stallieri. Nel 1611 si costituì l'oratorio di Sant'Alessio nella chiesa di Santa Maria di Piedigrotta al Lavinaio, la quale occupava con altri locali tutta l'area occidentale dell'isolato tra vico delle Ferze e vico Sant'Alessio, nel 1664 fu eretta in laica Confraternita di Sant'Alessio composta di  «uomini di civile condizione, o di capi d'arte civili e meccaniche».
Nel 1669 la Confraternita di Sant'Alessio comprò un terreno retrostante la chiesa di Santa Maria di Piedigrotta al Lavinaio, e vi costruì il suo oratorio, con accesso dal vico che ne prenderà il nome.
In alcune fonti la chiesa è nominata Santa Maria Regina Coeli degli Stallieri.
La chiesa fu distrutta, insieme ai locali della chiesa di Sant'Alessio al Lavinaio, della Confraternita, della sagrestia e dell'amministrazione, durante il bombardamento statunitense del 1º agosto 1943, ed è stata ricostruita nel 1950 e utilizzata come abitazione civile, adibendo i locali ad uso commerciale.
L'interno era semplice ed essenziale nelle decorazioni, sui tre altari si vedevano i seguenti dipinti:
- un Santissimo Cuore di Gesù, di mediocre fattura, del XVIII secolo;
- un San Giuseppe, di mediocre fattura, del XVIII secolo;
- una Vergine del Rosario del XVII secolo.